# Pablo y Elena
 Pablo y Elena fue una telenovela mexicana de 1963. Producida por Valentín Pimstein para Telesistema Mexicano (hoy Televisa), protagonizada por Tony Carbajal y Patricia Morán.

## Sinopsis
La madre de Pablo no quiere a Elena, la desprecia porque no pertenece a su misma clase social. Elena se vuelve loca por intrigas de su suegra y sólo al recordar a Pablo su histeria es más latente, lo odia y desprecia porque cree que Pablo la traicionó.

## Elenco
- Tony Carbajal - Pablo
- Patricia Morán - Elena
- Francisco Jambrina - Francisco
- Pilar Sen - Sara
- María Eugenia Ríos - Joaquina
- Raúl Farell - Alfonso
- Antonio Gama - Horacio